# Велике «розорювання» у Західній Європі
Велике «розорювання» в Західній Європі
Розвиток трипільної системи  землеробства означав інтенсифікацію антропогенних вкладень в процеси відновлення природної  родючості ґрунту: певна (причому така, що збільшується від століття до століття) частка продукту, що надходить з полів і лугів, «перероблялася» в тваринництві і вносилася в ґрунт як органічні добрива. Однак як галузь економіки європейське сільське господарство зберігало екстенсивний характер, розвивалося «вшир» протягом всієї епохи зрілого феодалізму. Саме не реалізовані раніше в силу певних історичних причин можливості екстенсивного розвитку виявилися головною передумовою найвищого підйому сільського господарства середньовічної Європи в XII — першій половині XIV ст. Видатний французький історик Марк Блок характеризує цей період як «еру великих розорювань цілини».
Освоєння територій проходило в різних формах. Землі відвойовували у лісів, боліт і навіть (в Нідерландах) біля моря, на цих масивах виникали нові села, хутори, але головним чином їх відводили під ріллю. Іншим чином проводилася так звана «внутрішня колонізація» — за рахунок наявних резервів окремого села чи громади (в околицях освоювалися пустки, не угіддя тощо). Тим самим відбувалося не тільки розширення, але і «ущільнення» освоєного простору. Синхронно до цього в Європі відзначалося швидке зростання як населення і його щільності (аж до середини XIV ст.), так і попит на товарну сільськогосподарську продукцію.
Результатами даного процесу були не тільки антропогенізація природи, але й небувалий з часу падіння Римської імперії злет культури і зростання складності самоорганізації соціуму в Західній Європі. «Велике розорювання» зіграло ключову роль у генезі європейського капіталізму — на думку ряду вчених, не менш важливу, ніж подальше становлення протестантської етики.
У XIII–XIV ст. в Західній Європі соціально-екологічна криза була викликана, з одного боку, причинами кліматичними (похолодання 1215–350 рр.), з іншого — причинами «рукотворними». Велике розорювання території Західної Європи не тільки збільшило кількість ріллі, але й призвело до зникнення лісів, насамперед гаїв з 200-річними дубами, які давали при підсічно-вогневому землеробстві найкраще мінеральне добриво. Французький історик Гімпел наводить приклади знищення дубових лісів: на будівництво дерев'яного будинку було потрібно приблизно 12 дубів, на будівництво Віндзорського замку пішло 3994 дуба (цілий ліс!). Для видобутку 50 кг заліза в той час треба було обробити 200 кг залізної руди, що вимагало 25 кубометрів дерева. Протягом 40 днів одна піч знищувала ліс в радіусі 1 км. Вже наприкінці XIII ст. Англія стала ввозити дерево з Норвегії. Ліси пропадали. Поступово на зміну дровам прийшло вугілля. У XIII ст. йде розробка родовищ біля у(Бельгія), Анжу (Франція), Дербиширу (Англія). Розробки вугілля і заліза забруднювали атмосферу, забій худоби, дублення шкір забруднювали воду. Наступала екологічна криза.
Голод, причиною якого стало зниження урожайності, викликане похолоданням і відсутністю ефективних добрив (дубові ліси були сильно вирубані), епідемії (чума, грип) призвели до різкого скорочення населення Європи. Так, в 1315–1317 рр. голод забрав 10 % життів. Чума XIV ст. знищила третину населення Європи (20 млн). Особливо великі втрати зазнали міста Європи. Європа відновила своє населення лише до 1600 р.
Наслідками кризи XIII–XIV ст. було соціальне старіння суспільства, його хвороба, що вимагала пошуку ліків для одужання. Такими «ліками» став перехід до капіталізму як більш ефективного способу виробництва.

## Ресурси Інтернету
- Великая распашка! Пик — 1315 г. [Архівовано 5 березня 2016 у Wayback Machine.]